# Plaque d'immatriculation algérienne

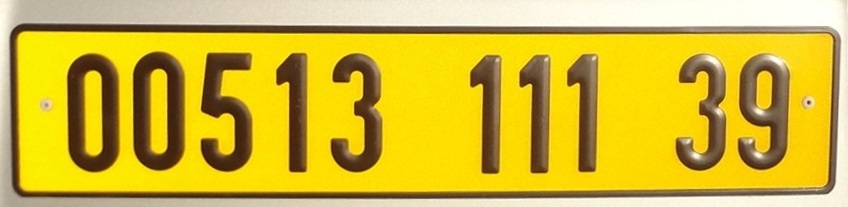
Plaque d'immatriculation algérienne pour la wilaya d'El Oued (39)

Wilayas d'Algérie

La plaque d’immatriculation en Algérie permet, comme tous les types de plaques minéralogiques, d’identifier les véhicules.

## Système d'immatriculation actuel
Le numéro d'immatriculation est composé de trois groupes de chiffres séparés par des espaces :
- 1er groupe : cinq chiffres, six chiffres (wilaya d'Alger), qui correspondent au numéro de dossier du véhicule ;
- 2e groupe : composé de trois chiffres : le premier chiffre  permet d'identifier le type de véhicule (1 pour un voiture, 2 pour un camion, 3 pour une camionnette, 4 pour un véhicule de transport, ou un autobus, 5 pour un tracteur routier, 6 pour un autre type de tracteur, 7 pour un véhicule spécial, 8 pour une remorque, 9 pour une moto). Les deux suivants renvoient à l'année de mise en circulation du véhicule (ou année de fabrication du véhicule à partir de 2024) ;
- 3e groupe : deux chiffres qui identifient la wilaya d'immatriculation, de 01 à 58 depuis janvier 2022 par l'ajout de 10 wilayas au pays.

|  |

Les véhicules de la présidence algérienne disposent également de trois groupes de chiffres, mais ont cependant une immatriculation légèrement différente :
- 1er groupe : 6 chiffres correspondant au numéro de dossier du véhicule
- 2e groupe : contrairement aux véhicules civils, les véhicules de la présidence dispose seulement de deux zéros ("00") à la place des trois numéros correspondant au type du véhicule et à l'année d'immatriculation.
- 3e groupe : Le département d'Alger ("16").

## Codes régionaux
Les deux derniers chiffres du numéro d'immatriculation indiquent la province d'immatriculation.
| Code | Wilaya         | Code | Wilaya         | Code | Wilaya             | Code | Wilaya              |
| ---- | -------------- | ---- | -------------- | ---- | ------------------ | ---- | ------------------- |
| 01   | Adrar          | 17   | Djelfa         | 33   | Illizi             | 49   | Timimoun            |
| 02   | Chlef          | 18   | Jijel          | 34   | Bordj Bou Arreridj | 50   | Bordj Badji Mokhtar |
| 03   | Laghouat       | 19   | Sétif          | 35   | Boumerdès          | 51   | Ouled Djellal       |
| 04   | Oum El Bouaghi | 20   | Saïda          | 36   | El Tarf            | 52   | Béni Abbès          |
| 05   | Batna          | 21   | Skikda         | 37   | Tindouf            | 53   | In Salah            |
| 06   | Béjaïa         | 22   | Sidi Bel Abbès | 38   | Tissemsilt         | 54   | In Guezzam          |
| 07   | Biskra         | 23   | Annaba         | 39   | El Oued            | 55   | Touggourt           |
| 08   | Béchar         | 24   | Guelma         | 40   | Khenchela          | 56   | Djanet              |
| 09   | Blida          | 25   | Constantine    | 41   | Souk Ahras         | 57   | El M'Ghair          |
| 10   | Bouira         | 26   | Médéa          | 42   | Tipaza             | 58   | El Meniaa           |
| 11   | Tamanrasert    | 27   | Mostaganem     | 43   | Mila               |      |                     |
| 12   | Tébessa        | 28   | M'Sila         | 44   | Aïn Defla          |      |                     |
| 13   | Tlemcen        | 29   | Mascara        | 45   | Naâma              |      |                     |
| 14   | Tiaret         | 30   | Ouargla        | 46   | Aïn Témouchent     |      |                     |
| 15   | Tizi Ouzou     | 31   | Oran           | 47   | Ghardaïa           |      |                     |
| 16   | Alger          | 32   | El Bayadh      | 48   | Relizane           |      |                     |